# 李德明 (南唐)
李德明（？—956年），五代十国南唐官员。
李德明初任尚书兵部员外郎，与吏部郎中会稽人钟谟凭着能说善辩、聪明机警得到宠幸，参预国政。两人自恃恩宠，轻浮骄躁。949年七月，户部员外郎范冲敏，为人耿直，让天威都虞候王建封上书，要求任用正人君子。元宗李璟以为王建封是武将，不应干预政治，把王建封流放到池州，又在途中将他杀死，范冲敏被当街斩首。
952年，三月大理卿萧俨过失错判人死罪，钟谟、李德明等人一定要处死萧俨，冯延己为萧俨求情。楚州刺史田敬洙请修白水塘灌溉田地，充实边疆。李德明请示大力开荒作为屯田，修复当地已废弃的灌渠水塘。官吏乘机侵扰百姓，大兴徭役，多夺民田很，百姓愁怨。953年十二月，李璟命徐铉视察，徐铉没收官吏侵吞之民田，归还原主。有人进谗徐铉滥施恩威，李璟将徐铉发配舒州。白水塘终未能修成。
李德明官至工部侍郎、文理院学士。后周征伐南唐，李璟派李德明和翰林学士、户部侍郎钟谟奉持表书称臣，进献御服、汤药及金器一千两，银器五千两，缯帛锦缎二千匹，犒军五百头牛，二千斛酒，956年二月十九日，到达寿州城下。周世宗责备南唐勾结契丹，让李璟马上来见，下跪再拜认罪谢过，不然就兵临金陵。钟谟、李德明全身发抖不敢说话。
三月，李璟派李德明、孙晟向后周表示：南唐废除帝号，割让寿州、濠州、泗州、楚州、光州、海州六州之地，每年进贡黄金绢帛百万，以求停战。周世宗想要尽占长江以北，不答应李璟所请。李德明请求周世宗给自己五天宽限，得以返归禀告李璟，献出长江以北之地。孙晟便派王崇质与李德明一道返归。世宗派供奉官安弘道送李德明等人返归金陵，赐书李璟。
李德明盛赞周世宗威德和兵马强盛，劝李璟割让江北之地，李璟不高兴。宋齐丘认为割地无益。李德明为人轻浮，常言过其实。枢密使陈觉、副使李徵古素来讨厌李德明和孙晟，让王崇质说得同李德明不一样，趁势对李璟说：“李德明出卖国家求取私利。”李德明知道自己被众人排挤，攘袂（捋起袖子，形容激愤之状）大喊：“北方周军必胜！”李璟大怒，将李德明在街市斩首。958年，宋齐丘倒台，钟谟为李德明伸冤，李璟赠李德明光禄卿，谥号忠。